# جيرالد ن. روزنبرغ
جيرالد ن. روزنبرغ (بالإنجليزية: Gerald N. Rosenberg)‏ هو كاتب أمريكي، ولد في 1954.